# 中国人民武装警察部队警官证
中国人民武装警察部队警官证是中国人民武装警察部队警官的身份证件。

## 简介
1994年10月22日，《公安部关于更换中国人民武装警察部队警官证文职干部证的通知》（公通字〔1994〕83号）下发。该通知内容如下：

公安部关于更换中国人民武装警察部队警官证文职干部证的通知
（公通字〔1994〕83号）
各省、自治区、直辖市公安厅、局：
　　为了进一步加强对中国人民武装警察部队《警官证》、《文职干部证》的管理，决定更换中国人民武装警察部队警官、文职干部（含武警内卫、公安边防、消防、警卫和武警水电、黄金、交通指挥部、森林警察部队）的《警官证》和《文职干部证》，证皮的颜色由原来的墨绿色改为藏蓝色，证芯加注有效使用期限，有效使用期限为4年，其他内容不作变动。新的《警官证》和《文职干部证》于1995年1月1日开始启用，旧证同时废止。

　　附件：《警官证》和《文职干部证》证芯样本（略）
中国人民武装警察部队警官证是中国内地有效身份证件之一。